# حلزون کلت
حلزون کلت (نام علمی: Kelletia kelletii) نام یک گونه از شاخه نرم‌تنان است.